# Malaienbaumfalke
Der Malaienbaumfalke (Falco severus) ist ein Vogel aus der Familie der Falken (Falco) innerhalb der Unterfamilie der Eigentlichen Falken (Falconinae).
Der Vogel kommt in Indien, Indonesien, Laos, Papua-Neuguinea, Philippinen, Thailand und selten in Sri Lanka vor.
Das Verbreitungsgebiet umfasst offene Waldgebiete mit Lichtungen von Mangroven auf Seehöhe bis Laubwälder an den Himalayaausläufern bis 1800–2400 m Höhe.

## Beschreibung
Der Malaienbaumfalke ist 24–30 cm groß, wiegt zwischen 168 und 249 g, die Flügelspannweite beträgt 61–69 cm. Er ist ein relativ kleiner, kurzschwänziger schwarz und rotbraun gefiederter Falke. Die einfarbig rotbraune Unterseite unterscheidet ihn vom ansonsten ähnlichen Baumfalken. Das Weibchen ist größer und schwerer als das Männchen.
Jungvögel haben eine braune Oberseite und kräftig rotbraun bis schwarz gestreifte Unterseite.

## Geografische Variation
Die Art gilt als monotypisch.
Von einigen Autoren wird der in Sulawesi, Molukken bis Neuguinea vorkommende Vertreter als Falco severus papuanus Meyer & Wiglesworth, 1893, als eigene Unterart geführt.

### Stimme
Der Ruf des Männchens wird als lautes, schnell wiederholtes „kee-kee-kee...“ beschrieben.

## Lebensweise
Die Nahrung besteht hauptsächlich aus Insekten, Fledermäusen und kleinen Vögeln, die von einem hoch gelegenen Ansitz, gerne in abgestorbenen Bäumen, aus gejagt und in der Luft geschlagen werden. Oft jagt er auch Libellen über Wasserflächen. Die Art ist dämmerungsaktiv.
Die Brutzeit liegt zwischen März und Juli regional unterschiedlich. Gebrütet wird in Krähen- oder Elsternestern, meist werden 3–4 Eier gelegt.
Vögel aus dem Himalaya überwintern in Südindien, in anderen Regionen sind sie Standvögel.

## Gefährdungssituation
Der Bestand gilt als nicht gefährdet (Least Concern).